# Phá hoại (sabotage)

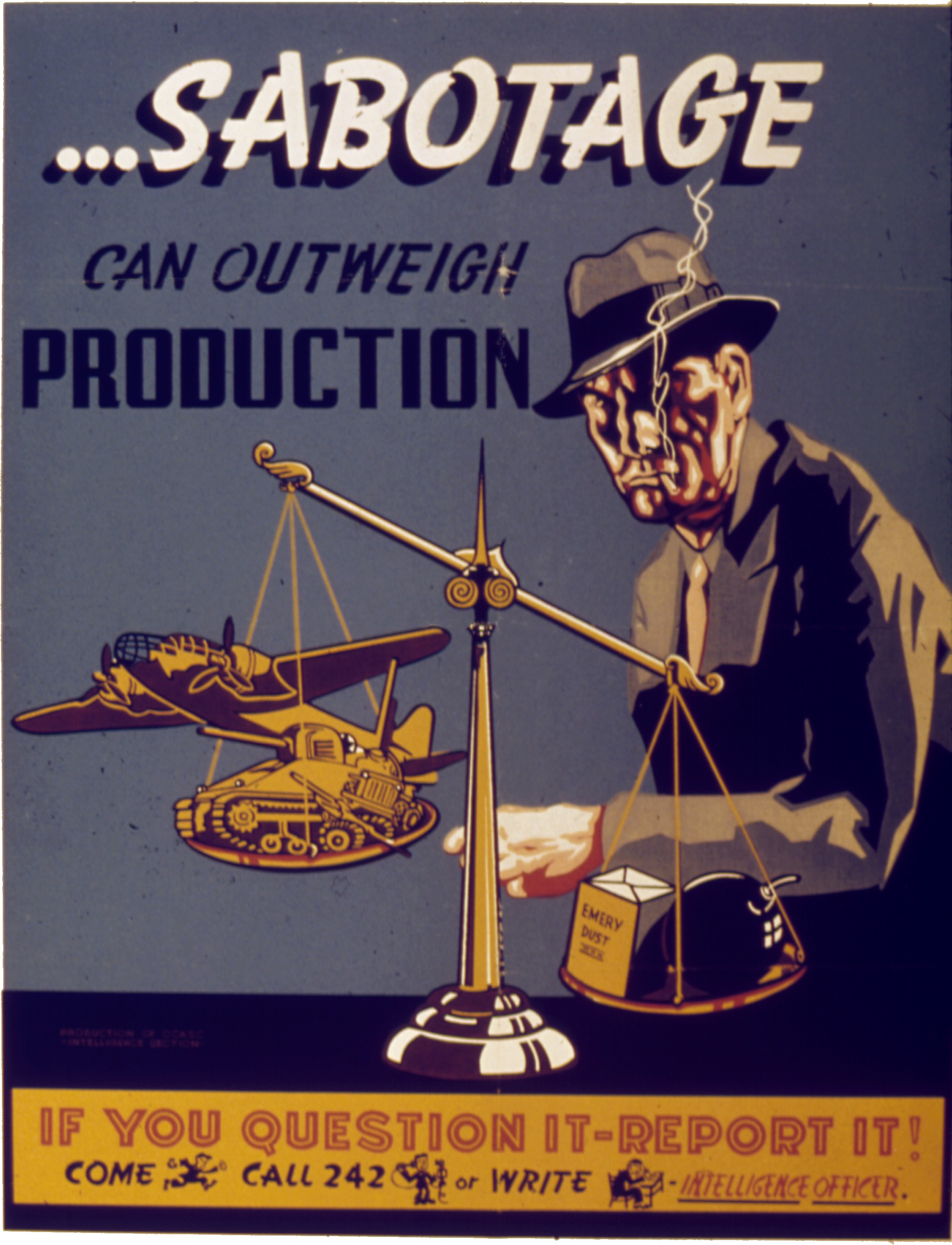
Một áp phích của Hoa Kỳ từ Thế chiến thứ hai được sử dụng để thông báo cho mọi người về những gì họ nên làm nếu họ nghi ngờ phá hoại

Phá hoại là một hành động có chủ ý nhằm làm suy yếu một chính thể, nỗ lực hoặc tổ chức thông qua lật đổ, cản trở, phá vỡ hoặc phá hủy. Người phá hoại thường cố gắng che giấu danh tính của họ vì hậu quả của hành động của họ và để tránh yêu cầu pháp lý và tổ chức để giải quyết việc phá hoại.

## Như một hành động công nghiệp

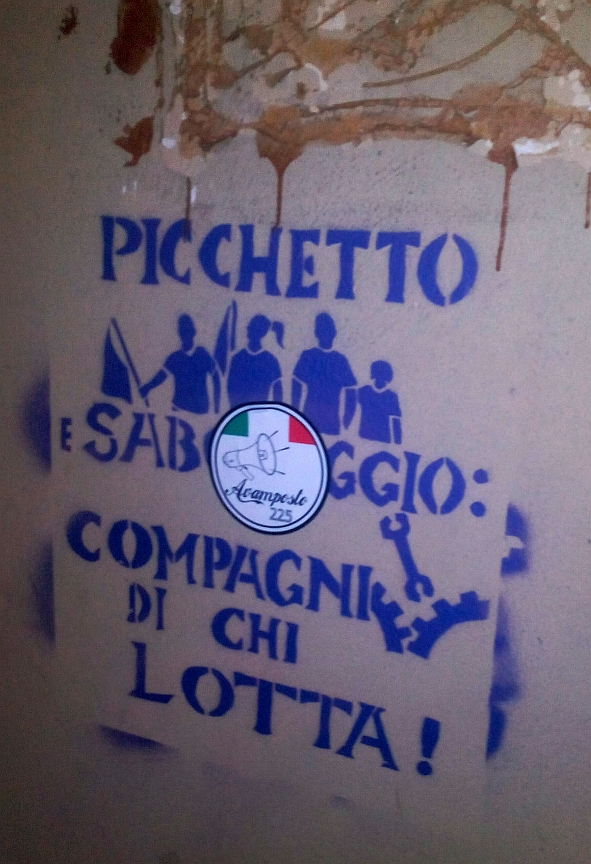
Khẩu hiệu trái phép thúc giục phá hoại và picketing

Khi bắt đầu cuộc Cách mạng Công nghiệp, những công nhân lành nghề như Luddite (1811-1812) đã sử dụng sự phá hoại như một phương tiện đàm phán trong các tranh chấp lao động.
Các công đoàn lao động như Công nhân Công nghiệp Thế giới (IWW) đã chủ trương phá hoại như một biện pháp tự vệ và hành động trực tiếp chống lại các điều kiện làm việc không công bằng.

IWW được hình thành một phần bởi triết lý liên hiệp công nghiệp của Big Bill Haywood, vào năm 1910 Haywood đã bị phá hoại khi đi lưu diễn ở Châu Âu: 
 Trải nghiệm có tác động lâu dài nhất đối với Haywood là chứng kiến một cuộc tổng đình công trên đường sắt Pháp. Mệt mỏi vì chờ đợi quốc hội hành động theo yêu cầu của họ, công nhân đường sắt đã bỏ việc trên khắp đất nước. Chính phủ Pháp đã đáp trả bằng cách đẩy những người đình công vào quân đội và sau đó ra lệnh cho họ trở lại làm việc. Không nản lòng, các công nhân thực hiện cuộc đình công của họ để công việc. Đột nhiên, họ dường như không thể làm gì đúng. Dễ hư hỏng trong nhiều tuần, bị lãng quên và bị lãng quên. Thay vào đó, vận chuyển hàng hóa đến Paris đã bị chuyển hướng đến Lyon hoặc Marseille. Chiến thuật này - người Pháp gọi đó là"phá hoại"- đã thắng các cuộc đình công theo yêu cầu của họ và gây ấn tượng với Bill Haywood. 
 Đối với IWW, ý nghĩa của sự phá hoại được mở rộng để bao gồm cả cách sử dụng ban đầu của thuật ngữ: bất kỳ sự rút lại hiệu quả nào, bao gồm cả sự chậm lại, đình công, làm việc để cai trị hoặc làm hỏng việc phân công công việc.

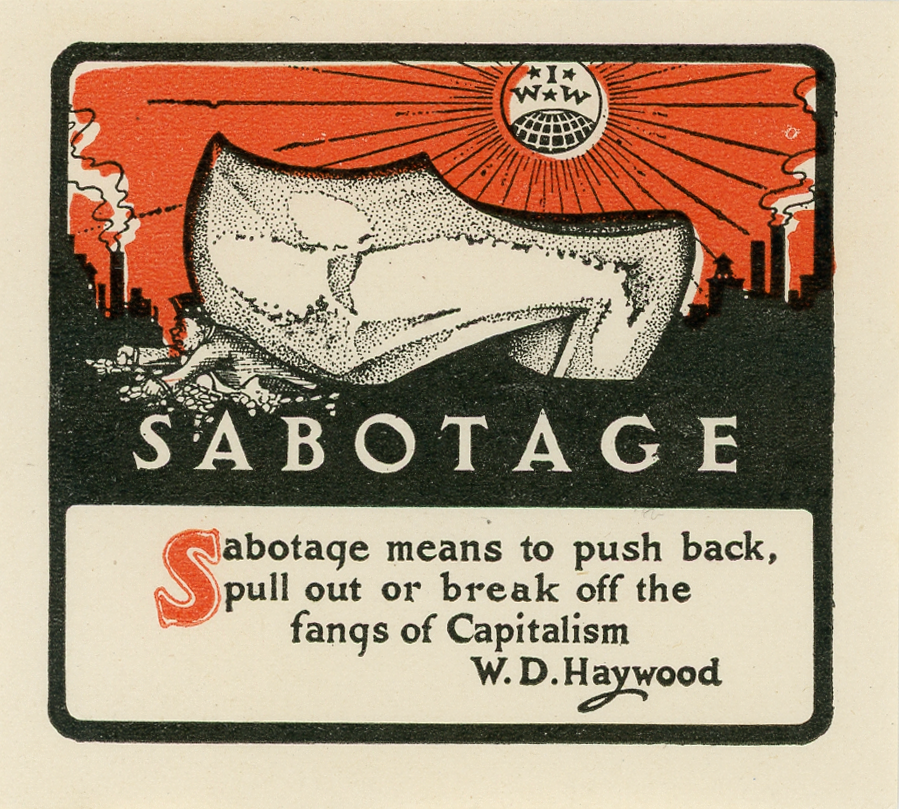
"stickerette"hoặc"kẻ kích động thầm lặng"của tổ chức Công nhân công nghiệp của thế giới

Một trong những ví dụ nghiêm trọng nhất là tại công trường xây dựng Trạm phát điện Robert-Bourassa năm 1974, ở Québec, Canada, khi các công nhân sử dụng máy ủi để lật đổ máy phát điện, thùng nhiên liệu bị hư hại và đốt cháy các tòa nhà. Dự án đã bị trì hoãn một năm và chi phí trực tiếp cho thiệt hại ước tính khoảng 2 triệu CAD. Nguyên nhân không rõ ràng, nhưng ba yếu tố có thể đã được trích dẫn: sự ganh đua giữa các liên minh, điều kiện làm việc kém và sự kiêu ngạo của các nhà điều hành Mỹ của nhà thầu, Bechtel Corporation.